# Bill Hitchcock
William Frederick Hitchcock, detto Bill (Kirkland Lake, 26 agosto 1965), è un ex giocatore di football americano canadese che ha militato nel ruolo di offensive lineman nella  National Football League (NFL).

## Carriera
Hitchcock fu scelto nel corso dell'ottavo giro (202º assoluto) del Draft NFL 1990 dai Seattle Seahawks. Vi giocò per tutta la carriera fino al 1994, disputando 51 partite, di cui 39 come titolare.